# 遠鉄システムサービス
遠鉄システムサービス株式会社（えんてつシステムサービス）は、遠鉄グループの企業の一つ。静岡県浜松市中央区に本社を置き、IT機器・ソリューション製品販売、自治体・教育ビジネス、ソフトウェア開発、ネットワーク及びセキュリティ製品設計・導入、運用・保守サービスなどの事業を展開している。

## 沿革
- 1984年 - 会社設立[1]
- 2002年 - ISO 9001、ISO 14001を取得[1]
- 2004年 - ISMS・BS7799を部分取得[1]
- 2005年 - プライバシーマークを取得[1]
- 2007年 - ISO 27001(ISMS)を全社取得[1]
- 2015年 - 掛川営業所開設
- 2020年 - 中東部営業所開設
- 2025年 - グループ情報システム部を吸収分割により遠州鉄道に統合[1][2]